# Wohn- und Wirtschaftsgebäude Am Brink 3 (Frelsdorf)

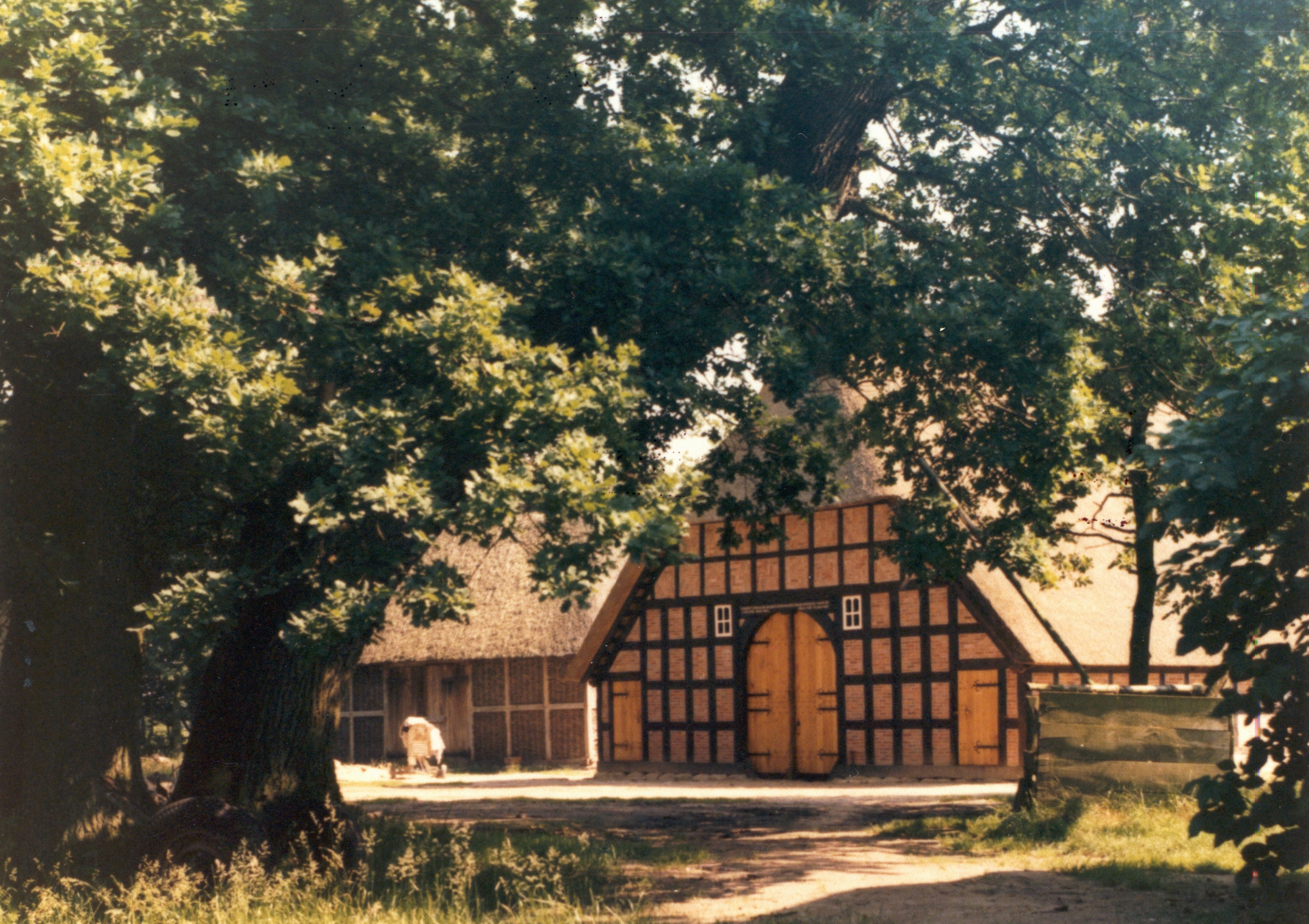
Nord- und Westfassade (1985)

Das Wohn- und Wirtschaftsgebäude Am Brink 3 in der niedersächsischen Gemeinde Beverstedt, Ortsteil Frelsdorf, im Landkreis Cuxhaven, stammt vom 19. Jahrhundert. Aktuell (2024) wird es als Heimatmuseum und Freilichtmuseum Frelsdorfer Brink genutzt.
Das Gebäude steht unter Denkmalschutz (siehe auch Liste der Baudenkmale in Beverstedt).

## Beschreibung
Das eingeschossige giebelständige Wohn- und Wirtschaftsgebäude, ein Zweiständer-Hallenhaus in Fachwerk mit Steinausfachungen, mit erhaltenem Innengerüst, reetgedecktem Krüppelwalmdach und Niedersachsengiebel mit Uhlenloch und der Grooten Door mit Rundbogen, wurde 1802 für Familie J. Düscher (Inschrift) gebaut. Eine Umfassungsmauer aus Feldsteinen besteht.
Das nunmehr Freilichtmuseum Frelsdorfer Brink im alten Hof hat zudem einen Schafstall, Kornscheunen, einen Backofen, einen Brunnen und einen Bienenstand. Das Museum soll an die alte Brinkgenossenschaft erinnern. Noch 1888 standen auf dem 2,25 Hektar großen Gelände (= 8,6 Morgen) 23 Schafställe und 15 Kornscheunen. Der Schäfer hatte 1870 eine Schafherde von 982 Tieren zu hüten, erhielt dafür als Lohn 20 Taler im Jahr und Reihentisch, d. h. er durfte abwechselnd bei den Eigentümern der Schafe eine Mahlzeit einnehmen. Die letzte Herde hatte 1948 noch 150 Schafe.
Das Landesdenkmalamt befand u. a.: „… regionstypisches Hallenhaus der ersten Hälfte des 19. Jahrhunderts in Zweiständerkonstruktion ….“